# Rupen Zartarian
Rupen Zartarian, in armeno Ռուբէն Զարդարեան? (Diyarbakır, 1874 – Ayaş, 16 agosto 1915), è stato uno scrittore, educatore, poeta e giornalista armeno.

## Vita
Zartarian nacque nel 1874 a Tigranakert, ma la sua famiglia si trasferì a Kharberd (o Kharpert) (in armeno Խարբերդ?) quando egli aveva due anni. Ricevette la prima educazione presso le istituzioni educative di quella città.
Zartarian divenne il pupillo di Tlgandintsi (Hovhannes Harutiunian, 1860–1915), una delle figure di maggior rilievo nella letteratura armena popolare. Anche Tlgandintsi fu ucciso dai Turchi durante il genocidio armeno. Zartarian fu molto influenzato dal suo mentore, e la sua carriera di scrittore fu incentivata dall'incoraggiamento da questi ottenuto. Iniziò ad insegnare all'età di 18 anni e dedicò anche i dieci anni successivi all'insegnamento. Per prima cosa insegnò nella scuola fondata dal suo maestro, poi anche in istituti religiosi francesi.
Nel 1903 fu arrestato dal governo turco e in seguito espulso dal paese. Si stabilì quindi in Bulgaria e nel 1906 fondò il giornale Razmig (in armeno Ռազմիկ?). Nei suoi articoli, ribadiva spesso la necessità che gli armeni costretti a vivere al di fuori della loro terra natale si impegnassero per raggiungere l'obiettivo di un'Armenia autonoma.
Nel 1908 fece ritorno a Istanbul, insieme a molti altri intellettuali. L'anno successivo lavorò per il giornale Azadamard (in armeno Ազատամարտ?), insegnando al tempo stesso presso il Collegio Centrale (in armeno Կեդրոնական Վարժարան?).
Nel 1915, Zartarian fu ucciso durante il Genocidio Armeno. Fu rapito da Ayas e detenuto il 5 maggio. In seguito fu sequestrato da una scorta militare a Diyarbakır obbligato a comparire davanti a un tribunale marziale ma fu ucciso da Ahmet Tscherkes, e dai tenenti Halil e Nazim vicino al villaggio Karacaören, sobborgo di Diyarbakır poco prima del suo arrivo. Resta ancora oggi una delle principali figure della letteratura armena.

## Opere
- Ատոմ Եարճանեան; Առաջաբ.՝Հոգեվարքի եւ յոյսի ջահեր, Փարիզ: Համազգային, 1907
- Յիշատակարան 1512-1912: Հատոր Ա.-Գ, Գահիրէ: տպարան Յուսաբեր, 1912
- Clarté nocturne, Paris, E. Leroux, 1913 (volume tradotto dell'armeno da Archag Tchobanian, Édouard Colangian (Էդուարդ Մելքոնի Գոլանճեան) e Grigor Essayan. Prefazione di Gaston Bonet-Maury)
- Մեղրագէտ: Զ. Գիրք. Բարձրագոյն Կարգերու Համար. Բ. տպագ, Կ. Պոլիս : Լուսաղբիւր - Սանճագճեան Տպ., 1914 (Meghraked)
- Ամբողջական երկեր: Հատոր Ա. Արձակ էջեր եւ հէքիաթներ. Նահատակ գրագէտներու բարեկամներ, Paris, Imp. de Navarre, 1930
- Գէորգ Չաւուշ, Երեվան : Երեվանի պետական համալսարան, 1992
- Ցայգալոյս: Արձակ էջեր, Անթիլիաս: Տպարան Կաթողիկոսութեան Հայոց Մեծի Տանն Կիլիկիոյ, 1994

## Traduzioni Italiane
- La Fidanzata del lago